# جورغوابر (شبخوسلات)
جورغوابر (بالفارسية: جورگوابر) هي قرية تقع في إيران في قسم شبخوسلات الريفي. يقدر عدد سكانها بـ 384 نسمة بحسب إحصاء 2016.